# Općina Podvelka
Općina Podvelka (slo.:Občina Podvelka) je općina u sjevernoj Sloveniji u pokrajini Koruškoj i statističkoj regiji Koruškoj. Središte općine je naselje Podvelka.

## Zemljopis
Općina Podvelka nalazi se u sjevernom djelu Slovenije, u sjeveroistočnom dijelu pokrajine Koruške. Općina je granična s Austrijom na sjeveru. Središnji dio općine je dolina rijeke Drave. Sjeverno od doline izdiže se planina Kozjak, a južno planina Pohorje.
U općini vlada umjereno kontinentalna klima. Najvažniji vodotok u općini je rijeka Drava. Svi ostali vodotoci su mali i njeni su pritoci.

## Naselja u općini
Brezno, Janževski Vrh, Javnik, Kozji Vrh, Lehen na Pohorju, Ožbalt, Podvelka, Rdeči Breg, Spodnja Kapla, Vurmat, Zgornja Kapla

## Vanjske poveznice
- Službena stranica općine